# Palmada

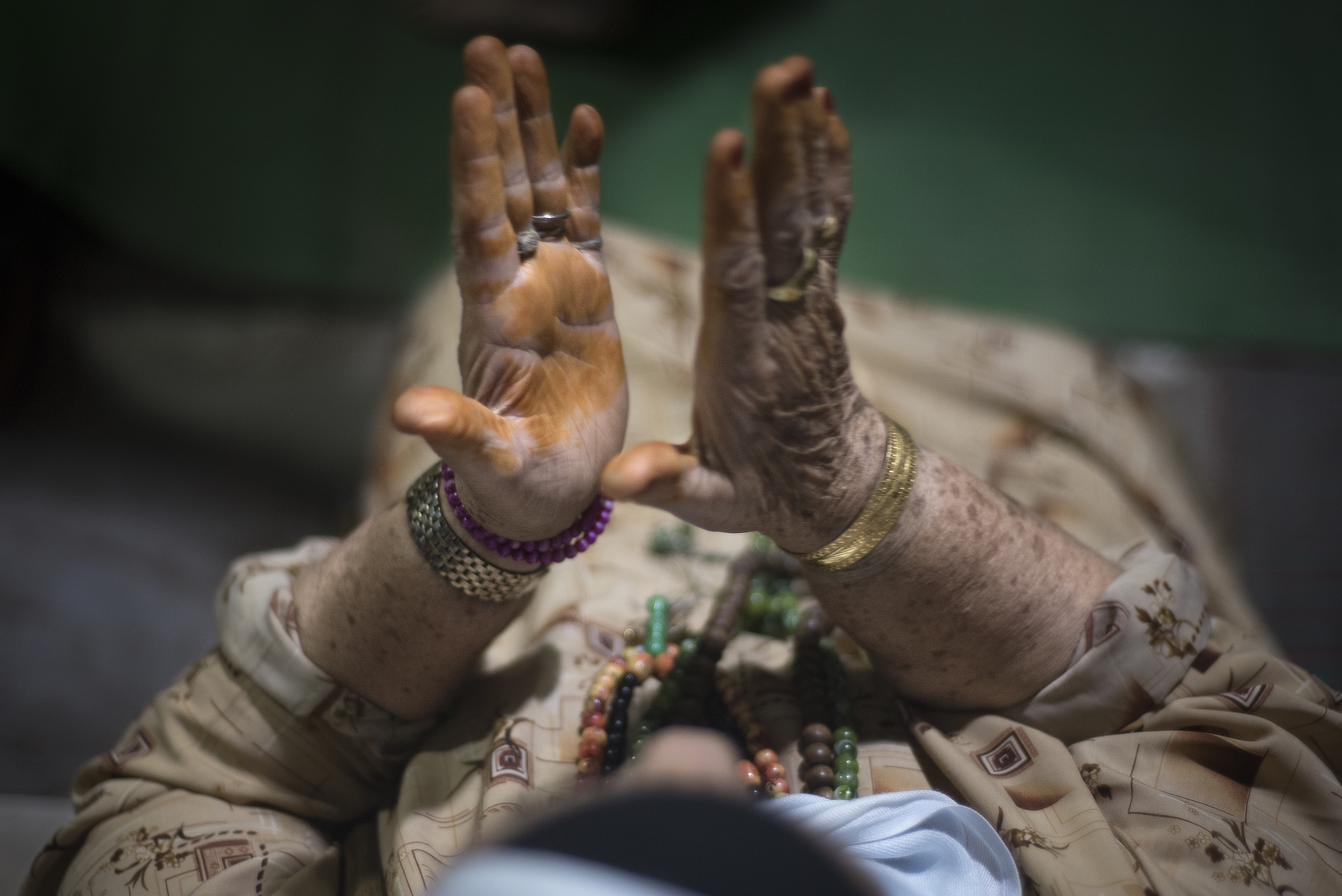
Aplaudir

La palmada es el golpe dado con la palma de la mano contra otra superficie, o, en particular, el golpe que hacen las palmas de las dos manos al chocar entre sí. También se denomina palmada al ruido que hace dicho golpe.
Las palmadas pueden emplearse de diversas maneras para indicar distintos estados de ánimo:
- El aplauso consiste en el palmoteo rítmico y continuado de una palma con la otra e indica generalmente aprobación o entusiasmo.[2]
- La palmada en el hombro es un gesto suave que se da a otra persona como señal de consuelo, pero también de afecto , cariño  y amistad entre otras cosas.
- La bofetada es una palmada fuerte contra la cara de otra persona, generalmente con intención de agredir o ridiculizar.

Asimismo, las palmadas rítmicas y acompasadas pueden formar parte del acompañamiento de una obra musical (véanse por ejemplo las palmas flamencas). También forman parte integral de los juegos de palmas, un tipo de juego infantil cooperativo en que dos o más participantes dan palmadas entre ellos a la vez que cantan una canción.